# Планета обезьян (фильм, 1968)
«Плане́та обезья́н» (англ. Planet of the Apes) — научно-фантастический художественный фильм, поставленный режиссёром Франклином Шеффнером по одноимённому роману Пьера Буля. Главную роль в картине исполнил Чарлтон Хестон. Фильм занял 350 место в списке 500 лучших фильмов по версии журнала Empire.

## Сюжет
Астронавты Тейлор, Лэндон и Додж пробуждаются от глубокой спячки после космического путешествия со скоростью, близкой к скорости света. Стюарт, единственная женщина-член экипажа, мертва из-за неисправности спальной камеры. Их космический корабль врезается в озеро на неизвестной планете, и люди покидают тонущий корабль. Прежде чем покинуть его, Тейлор видит на корабельном хронометре дату 25 ноября 3978 года, что на две тысячи шесть лет позже их отбытия в 1972 году. Но из-за замедления времени их возраст был почти таким же, как и в 1972 году.
Люди путешествуют по безлюдной пустоши, достигая горного хребта, взобравшись на вершину которого, находят жуткие фигуры, напоминающие пугала, а спустившись в долину, видят пресноводное озеро с пышной растительностью. Во время купания одежду мужчин крадут и разрывают туземцы, внешне напоминающие людей, однако одичавших и не владеющих речью. Землянам приходится одеться в лохмотья, на которые разорвали их комбинезоны дикие люди. Внезапно на кукурузное поле, где последние собирают пищу, совершают набег вооружённые гориллы на лошадях, принимающие астронавтов за соплеменников дикарей. Тейлора ранят в горло, Доджа убивают, а Лэндон теряет сознание. Схваченного Тейлора отправляют в Город обезьян вместе с пойманными туземцами, с которыми обращаются, как с животными. Однако два учёных шимпанзе, зоопсихолог Зира и хирург Гален, спасают Тейлору жизнь, хотя из-за травмы шеи он временно теряет дар речи.
Тейлора помещают вместе с пленной девушкой-дикаркой, которую астронавт называет Нова. Он наблюдает за развитым обществом разумных обезьян со строгой кастовой системой: гориллы — это военная сила и рабочие; орангутаны контролируют правительство и религию; а наиболее интеллектуальные шимпанзе в основном являются учёными и врачами. Общество разумных обезьян представляет собой теократию, местных же примитивных людей они считают бесполезными и опасными животными, на которых следует охотиться и либо сразу убивать, либо использовать для научных экспериментов. Тейлор пытается убедить Зиру и её жениха, археолога Корнелиуса, что он такой же умный, как и они, написав на листах бумаги несколько фраз и сделав для них бумажный самолётик. Однако их жестокий начальник-орангутан, доктор Зейус, намеревается кастрировать непослушного Тейлора, несмотря на протесты Зиры. Однажды Тейлору удаётся бежать, и, попав в местный музей, он находит среди экспонатов чучело погибшего Доджа. Вскоре астронавта ловят и снова помещают в клетку, обнаружив при этом, что он умеет говорить, что сильно тревожит обезьян.
Созывается слушание для определения происхождения Тейлора. Тейлор рассказывает о своём прибытии с Земли и упоминает двух товарищей, узнав, что Лэндону сделали лоботомию, после которой тот лишился разума и речи. Однако консилиум учёных орангутанов поднимает на смех его неправдоподобный рассказ, после чего угрожает судом присутствующим Зире и Люцию. Лишь мудрый доктор Зейус, полагая, что Тейлор на самом деле является выходцем из неизвестного человеческого племени за пределами населённой обезьянами земли, после заседания разговаривает с ним наедине, угрожая кастрировать и лоботомировать за отказ раскрыть своё настоящее происхождение. Ночью Зира и Корнелиус с помощью юного племянника Зиры Люциуса освобождают Тейлора и Нову, после чего отвозят их в Запретную зону — безлюдный регион за пределами города Обезьян, где годом ранее экспедиция Люциуса обнаружила пещеру с останками представителей неизвестной культуры. Пара учёных шимпанзе надеется собрать там доказательства того, что эта вымершая необезьянья цивилизация поможет найти недостающее звено эволюции, что рассматривается как ересь, так как в корне противоречит древним заветам обезьяньего общества. Тейлор же, в свою очередь, намеревается показать своим новым друзьям остатки своего корабля или, как минимум, резиновой лодки, на которой он добрался до горного хребта со своими спутниками-землянами.
Однако у пещеры с находками беглецов окружает отряд вооружённых солдат-горилл во главе с доктором Зейусом, шедшим за ними по пятам. Тейлор с трудом сдерживает их, отстреливаясь, но лишь тогда, когда ему удаётся взять коварного Зейуса в заложники, гориллы позволяют им войти в пещеру. Корнелиус показывает Тейлору и Зире найденные им остатки технологически развитого человеческого общества, предшествовавшего обезьяньей истории. В частности, Тейлор находит там такие артефакты, как зубные протезы, очки, сердечный клапан и, к удивлению обезьян, говорящую куклу. Связанный Зейус признаётся, что всегда знал о древней человеческой цивилизации, но скрывал это, полагая, что уничтожившее себя общество способно дурно повлиять на его собственное племя. Настойчивый Тейлор упорно игнорирует предупреждение Зейуса, что ответ, который он найдёт, может ему не понравиться, так как то, что является ныне пустыней, некогда было раем. После того как Тейлору и Нове позволяют ускакать на лошади с оружием, освобождённый солдатами Зейус запрещает им преследовать людей, но приказывает взорвать вход в пещеру, обвинив Зиру, Корнелиуса и Люциуса в ереси.
Тейлор и Нова скачут вдоль береговой линии. Внезапно они натыкаются сначала на развалины небоскрёба, а затем на остатки американской Статуи Свободы. Потрясённый Тейлор осознаёт, что эта «чужая» планета в реальности является Землёй, неузнаваемо изменившейся за века, прошедшие после апокалипсиса, вызванного ядерной войной, а их корабль после многолетних странствий в космосе вернул их домой. Понимая, что имел в виду доктор Зейус, Тейлор в отчаянии падает на колени и проклинает неразумное человечество за уничтожение мира.

## В ролях
- Чарлтон Хестон — Джордж Тэйлор
- Родди Макдауэлл — Корнелиус
- Ким Хантер — Зира
- Джеймс Уитмор — президент Ассамблеи
- Морис Эванс — доктор Зейус
- Джеймс Дэйли — доктор Гонориус
- Линда Харрисон — Нова
- Роберт Ганнер — Лэндон
- Лу Вагнер — Луциус
- Джефф Бёртон — Додж

## Производство

### Сценарий
Продюсер Артур Джейкобс, который приобрёл права на экранизацию романа Пьера Буля «Планета обезьян» ещё до выхода книги в свет в 1963 году, обращался в различные кинокомпании с предложением производства фильма. Компания King Brothers обратилась к Роду Серлингу, получившему широкую известность благодаря телесериалу «Сумеречная зона», тот разработал оригинальный тритмент, который показал, что бюджет фильма будет слишком велик для реализации, и компания оставила эту затею.
В конце 1964 года было объявлено, что компания Warner Bros. возьмётся за производство фильма, режиссёром и продюсером которого выступит Блэйк Эдвардс, но этот проект также не получил развития ввиду непомерно высоких затрат. Тем не менее Эдвардсу удалось убедить президента компании 20th Century Fox Ричарда Занука дать добро на производство фильма «Планета обезьян», и Артур Джейкобс обратился к тому же Роду Серлингу, который написал для него три предварительных сценария.
Концовка книги, в которой выясняется, что космические туристы, читающие дневник астронавта — это обезьяны, вызвала сложность для сценариста, поскольку в фильме утаить такую деталь не представляется возможным. Поэтому Серлинг изменил полностью финал, и если в первоисточнике, вернувшись на Землю, главный герой обнаруживает, что она тоже под контролем обезьян, то в конце фильма он, увидев остатки Статуи Свободы, осознаёт, что «планета обезьян» и есть Земля.
Сдав последний сценарий, Серлинг обратился к другим проектам. Тем не менее всё ещё оставался дорогостоящим, и студия привлекла Майкла Уилсона, который переписал сценарий, сделав, по предложению режиссёра Франклина Шеффнера, цивилизацию обезьян более примитивной.
Несмотря на то, что сценарий был значительно переработан, по словам Серлинга, Уилсон почти полностью изменил диалоги, но сохранил последовательность сцен и событий.

### Съёмки
В согласии со сценарием для съёмок требовалась местность, предполагавшая, что действие происходит на другой планете. Выбор пал на глухие места в районе водохранилища Пауэлл на реке Колорадо в Аризоне. Это был первый случай, когда американское правительство позволило кинематографистам снимать вблизи охраняемого объекта повышенной важности — плотины Глен-Каньон, обеспечивающей электроэнергией большую часть юго-западных территорий США.

## Критика
«Планета обезьян» была хорошо воспринята критиками и широко известна как классический фильм и один из лучших фильмов 1968 года. По состоянию на апрель 2012 года фильм содержал 90 % рейтинга «Certified Fresh» на веб-сайте обзора Rotten Tomatoes на основе 50 рецензий. В 2008 году фильм был избран журналом «Empire» как один из «500 величайших фильмов всех времён».

## Награды и номинации
- 1969 — 2 номинации на премию «Оскар»: за лучшие костюмы (Мортон Хаак) и за лучшую музыку (Джерри Голдсмит)
- 1969 — премия Honorary Award за грим (Джон Чемберс[англ.]) от Американской академии киноискусства